# باربرا جاي
باربرا جاي (بالإنجليزية: Barbara Jay)‏ هي عازفة الجاز بريطانية، ولدت في 14 أغسطس 1937.